# Baunapfad

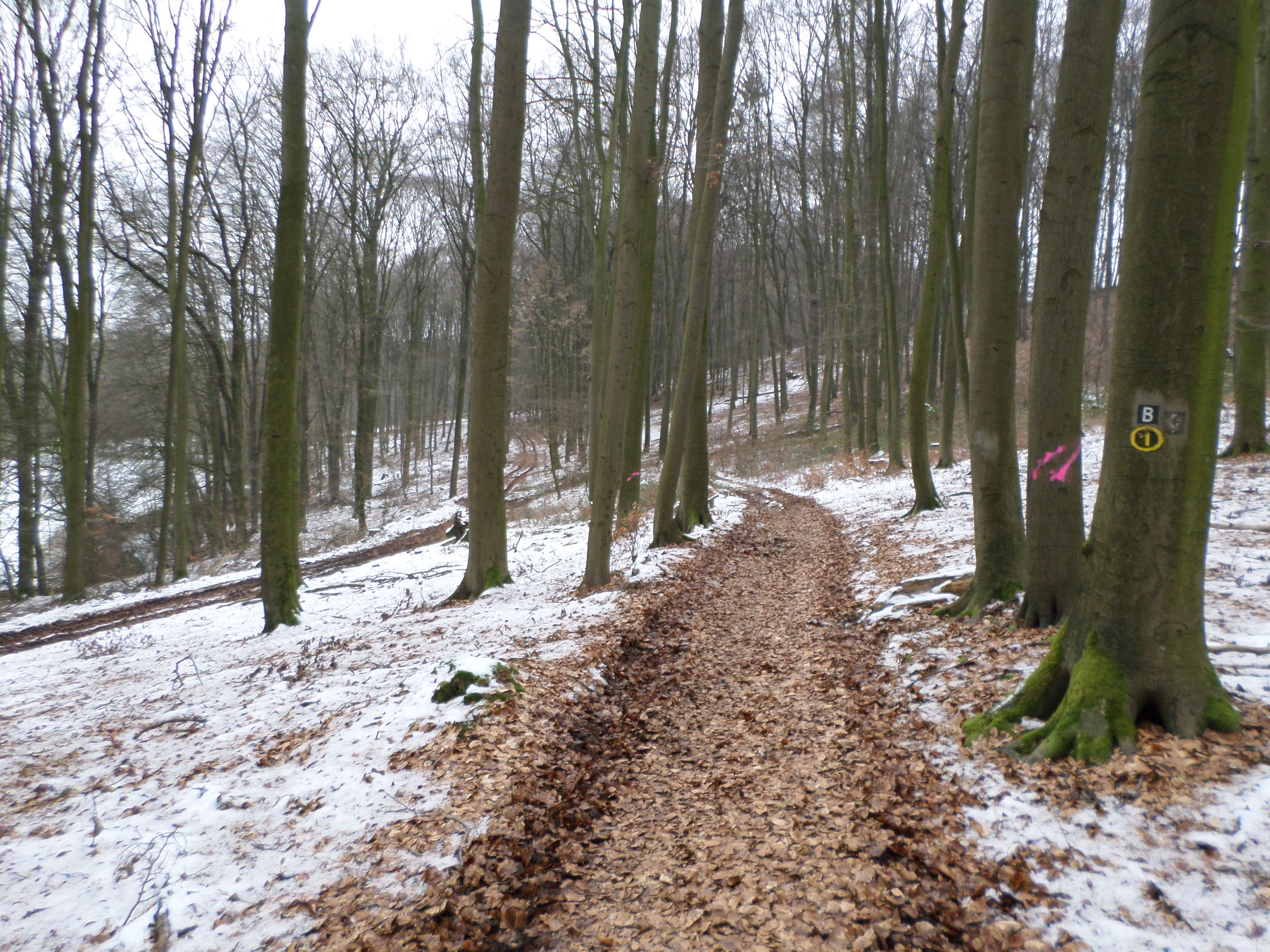
Baunapfad nahe dem Baunaunterlauf zwischen Kirchbauna und Guntershausen

Der Baunapfad (Wegzeichen B) ist ein im September 2003 neu konzipierter und etwa 18 Kilometer langer Wanderweg entlang der Bauna im nordhessischen Landkreis Kassel.

## Verlauf
Der Baunapfad, der größtenteils auch für Radfahrer geeignet ist, führt von der Quelle der Bauna bis zur Mündung des Bachs, wobei er in Nordwest-Südost-Richtung durch Schauenburg und Baunatal verläuft und das Fließgewässer an mehreren Stellen kreuzt.
Der Wanderweg beginnt im Gemeindegebiet von Schauenburg an der Baunaquelle (ca. 465 m ü. NHN), die sich im Hohen Habichtswald unterhalb des Ahrensbergs (ca. 570 m) befindet. Entlang des anfänglichen Rinnsals der Vorderen Bauna (linker bzw. westlicher Quellbach der Bauna) führt er im Naturpark Habichtswald anfangs in südlicher Richtung und überquert nach dem Verlassen von bewaldetem Gebiet des Hohen Habichtswaldes die Bundesautobahn 44.
Danach führt der Pfad – sich die Strecke mit einem Abschnitt des Herkuleswegs teilend – durch Schauenburg-Hoof. Dort kreuzt er die gemeinsame Trasse von Habichtswaldsteig und Kassel-Steig, die beide auf den Burgberg (499,9 m) führen. Auf dessen Gipfelregion befindet sich die Burgruine Schauenburg; von dort reicht die Aussicht nach Westen bis zum Rothaargebirge und in östlichen Richtungen unter anderem zum Kaufunger Wald und Hohen Meißner.
In Hoof, wo Hintere und Vordere Bauna zusammenfließen und der Pfad zwischen dem Hohen Habichtswald (bis 614,7 m) im Norden und den Langenbergen (bis 556,7 m) im Süden durch die Talsenke Hoofer Pforte verläuft, kreuzt er die Bahnstrecke Kassel–Naumburg, auf dem die Museumseisenbahn Hessencourrier verkehrt, und den Hessencourrier-Radweg. Dann führt der Pfad in südöstlicher Richtung nach Schauenburg-Elgershausen, wo der Ederseeweg kreuzt; etwas südöstlich dieser Ortschaft unterquert er die Landesstraße 3215 (ehemalige Bundesstraße 520).
Hiernach verläuft der Pfad – den Baunsberg (413,4 m) südlich passierend – im Stadtgebiet von Baunatal erst ost- und dann südwärts durch die Stadtteile Altenritte, Altenbauna und Kirchbauna bzw. zwischen diesen hindurch. Dabei führt er, nach Verlassen des Naturparks Habichtswald, etwas nordöstlich von Großenritte und nördlich der Innenstadt durch den Stadtpark Baunatal. Am Südostausgang von Kirchbauna unterquert der Pfad die Bundesautobahn 49, wonach er Hertingshausen östlich passiert. Ab dem östlich und jenseits der Bauna gelegenen Hof Fehrenberg wendet er sich nach Osten und passiert den Riesenstein.
Schließlich führt der Baunapfad durch Baunatal-Guntershausen, um nach dortigem Unterqueren des Bauna-Viadukts der Bahnstrecke Bebra–Baunatal-Guntershausen und Verlassen des Dorfs an der Baunamündung, wo die Bauna auf etwa 144 m Höhe in den Weser-Quellfluss Fulda mündet, zu enden.